# نانسي محجوب
نانسي محجوب هي صحفية ومراسلة ومذيعة سودانية عملت في عدة محطات تلفزيونية قطرية من ضمنها تلفزيون قطر وقناة الجزيرة. تعد أول سودانية تقتحم مجال الصحافة الرياضية، حيث شغلت منصب صحفية ومراسلة ومذيعة النشرة الإخبارية الرياضية.

## الدراسة والمشوار المهني
ولدت الإعلامية نانسي محجوب في مستشفى سوبا الجامعي في الخرطوم في السودان قبل أن تنتقل خلال أشهر رفقة عائلتها إلى قطر حيث ترعرعت ودرست في الدوحة قبل أن تنتقل إلى الأردن لإكمال دراستها الجامعية في عمان حيث درست العلوم السياسية والعلاقات الدبلوماسية.
بعد تخرجها عملت نانسي صحفية رياضية في القسم الرياضي في التلفزيون القطري لمدة سنتين حيث تدربت على يد أعلام في مجال الصحافة الرياضية العربية على رأسهم "فايز عبد الهادي" و"ماجد عبد الحق" بالموازاة عملت مع محطة صوت الخليج الإذاعية كمذيعة أخبار رياضية وصحفية ومقدمة برنامج "الألعاب المصاحبة" الذي كان يبث خلال فعاليات بطولة الخليج. انتقلت نانسي في عام 2005 إلى قناة الجزيرة الإخبارية للعمل صحفية رياضية ثم مذيعة أخبار رياضية عام 2013 حيث غطت فعاليات كأس الأمم الإفريقية في جنوب إفريقيا. في عام 2014، كانت مراسلة قناة الجزيرة وممثلة السودان في فعاليات كأس العالم المقامة في البرازيل.
في عام 2016، نشرت نانسي محجوب على حسابها الرسمي بموقع التواصل فايسبوك بيانا أعربت من خلالها عن امتعاضها الشديد من صحيفة المجهر السياسي السودانية التي نشرت صورة لمواطنتها وزميلتها المذيعة السودانية ميادة عبده عوضا عن صورتها بعد لقاء تم إجراءه معها.
في 31 مايو 2023، نشرت صحيفة القدس العربي خبر إنهاء تعاقد كل من الإعلامي المغربي عبد الصمد ناصر والإعلامية السودانية نانسي محجوب معزية الصحيفة ذلك لرغبة القناة في تغيير خطها وجلب مذيعين شباب، وسط صمت الإعلاميين والقناة. في المقابل أثار فصل الإعلامي المغربي بسبب تغريدة له على موقع تويتر ضجة كبيرة وموجة تضامن وانتقاد واسعة ضد قناة الجزيرة والدولة القطرية والجزائر.

## حياتها الخاصة
نانسي محجوب هي أرملة الراحل المهندس سامي الحاج علي وأم لثلاثة أبناء: سما ويوسف وسليم.